# Aïn Zarit
Aïn Zarit è un comune dell'Algeria, situato nella provincia di Tiaret.